# Halloween II (film din 1981)
Halloween II (1981) este un film de groază regizat de Rick Rosenthal. Halloween II este continuarea filmului Halloween (John Carpenter's Halloween). Succesul acestui film a fost comparabil cu al primului.

## Prezentare
Deși a fost doborât cu șase gloanțe,Michael e încă în viață.El află că Laurie a supraviețuit și că se află la spital.El ucide personalul spitatului cu bestialitate pentru a o găsi pe Laurie.Loomis trebuie s-o salveze pe Laurie în fața acestui monstru de neoprit.

## Actori
- Jamie Lee Curtis este Laurie Strode
- Donald Pleasence este Dr. Sam Loomis
- Lance Guest este Jimmy Lloyd
- Pamela Susan Shoop este Karen Bailey
- Tawny Moyer este Jill Franco
- Ana Alicia este Janet Marshall
- Ford Rainey este Frederick Mixter
- Gloria Gifford este Virginia Alves
- Leo Rossi este Budd Scarlotti
- Hunter von Leer este Gary Hunt
- Cliff Emmich este Berand Garrett
- Nancy Stephens este Marion Chambers
- Charles Cyphers este Leigh Brackett
- Nancy Loomis este Annie Brackett
- Catherine Bergstrom este Debra Lane
- Anne Bruner este Alice Martin
- Dick Warlock este Michael Myers
- John Zenda este US Marshal